# カイ・フェルバイ
カイ・フェルバイ（オランダ語: Kai Verbij、1994年9月25日 - ）はオランダのスピードスケート選手。得意種目はスプリント。現在はオランダのプロチーム「プランティーナ」に所属している。
オランダ人の父と仙台出身の日本人の母を持つハーフであり、流暢な日本語を話せる。日本名は母方の姓を名乗り、八木 開（やぎ かい）である。

## 経歴
2015年11月14日、カルガリーで開催された2015/16シーズンのISUスピードスケート・ワールドカップにおいて、男子団体スプリントでロナルド・ムルダーとステファン・グルーハイスとともに金メダルを獲得した。2017年2月25日から26日にかけて開催された世界スプリントスピードスケート選手権大会では136.065ポイントを取り、総合1位およびスプリント複合の世界記録の保持者となった。
2018年の平昌五輪が初めての五輪。500mは34秒90で9位、1000mは1分8秒61で6位入賞。

## パーソナルベスト
| 種目  | 記録    | 日時           | 開催地                            |
| ----- | ------- | -------------- | --------------------------------- |
| 500m  | 34.13   | 2017年12月9日  | アメリカ合衆国 ソルトレイクシティ |
| 1000m | 1:06.73 | 2017年2月25日  | カナダ カルガリー                 |
| 1500m | 1:45.41 | 2015年3月22日  | カナダ カルガリー                 |
| 3000m | 3:53.70 | 2012年12月9日  | ドイツ インツェル                 |
| 5000m | 6:56.25 | 2011年12月18日 | ドイツ インツェル                 |

## 世界記録
現在、以下の種目で世界記録を保持している。
| 種目           | 記録            | 日時                 | 開催地     |
| -------------- | --------------- | -------------------- | ---------- |
| スプリント複合 | 136.065ポイント | 2017年2月25日 - 26日 | カルガリー |

## 参考資料
1. ↑  “＜スケート＞母は仙台出身フェルバイ平昌名乗り”.  河北新報 (2017年4月18日). 2018年2月14日閲覧。
2. ↑  “Richardson-Bergsma breaks world record to beat team-mate Bowe to World Cup Speed Skating gold in Canada”.   Inside The Games (2015年11月14日). 2018年2月14日閲覧。
3. ↑  “ISU World Sprint Speed Skating Championships 2017 - Classification Men”. 2018年2月14日閲覧。
4. ↑  “Kai Verbij”.   speedskatingresults.com. 2018年2月14日閲覧。